# トンガリキッズ I
『トンガリキッズ I』（トンガリキッズ ワン）は、日本の音楽グループ・トンガリキッズの1枚目、現時点で唯一のシングル。2005年3月16日発売。発売元は徳間ジャパンコミュニケーションズ。

## 概要
- 2023年時点で、トンガリキッズがリリースした唯一の楽曲である。
- 任天堂のファミリーコンピュータ用ゲームソフト『スーパーマリオブラザーズ』のBGMをサンプリングした曲『B-DASH』を収録。同曲は名古屋のZIP-FMでのオンエアから火がつき、有線放送や携帯電話の着うたリクエストなどでも話題となった。もうひとつの収録曲『MEGANE』は、アンダーワールドの「Born Slippy」の歌詞の一部を空耳した事に由来する。
- オリコンチャートでは登場8週目で初のトップ10入り[2]。その後もセールスを伸ばし、登場12週目では最高位の4位を記録した[3]。
- 2005年5月27日放送の『ミュージックステーション』に出演[4]。この年の『ミュージックステーションスーパーライブ』にも出演した[5]。
- ジャケットは最初期のファミリーコンピュータ用カセット（パッケージではなくカセットそのもの）を模したデザインになっており、CDケースの裏側には「機械音楽ですので、極端な音量条件下での使用や鼻歌及びヤバいカラオケを避けて下さい。また、絶対に告訴しないで下さい」「恥ずかしい過去に手を触れたり、水に流したりして泣かさない様にして下さい。解散の原因となります」という注意書きが書かれている。またブックレットも最初期のファミリーコンピュータ用ソフトの取扱説明書のようなデザインになっており、「SELECTボタン」「STARTボタン」はそれぞれ「SEKUHARAボタン」「SHIKATOボタン」に置き換えられている。
- ちなみに、レコーディングの際メンバーが風邪をひいていたため、鼻声の状態で歌われており、2曲とも曲名の後に「Ver.HANAGOE」とついているのはそのため。

## 収録曲
1. B-DASH(Ver.HANAGOE)(4:20)
作詞・作曲・編曲：トンガリキッズ
2. MEGANE(Ver.HANAGOE)(6:00)
作詞・作曲・編曲：トンガリキッズ
3. B-DASH INSTRUMENTAL(4:17)
4. MEGANE INSTRUMENTAL(5:47)

## 収録アルバム
- オムニバス『THE JAPAN GOLD DISC AWARD 2006』（2006年03月01日）